# Hildibad keleti gót király
Hildibad, más írásmóddal Ildibad, Ildibald, Theodbald (latinul: Heldebadus), (? – 541 májusa) keleti gót király 540-től 541-ig.

## Élete
Theudis nyugati gót király unokaöccseként született. Vitigis helyére annak unokaöccse, Uraias ajánlására választották meg királynak. Azonban Uraiasnak felesége, egy szép és gőgös asszony, megsértette Hildibad nejét és a király bosszúból megölette Uraiast. A derék hazafi erőszakos halála mélyen felingerelte a gótokat, és egyikük egy lakoma alkalmával kardjával leszelte Hildibadnak fejét. Erarich követte a trónon.